# Raid su Genova
Il raid su Genoa è stato un combattimento navale minore avvenuto nel porto di Genova nel corso del primo anno delle Guerre rivoluzionarie francesi. Le forze repubblicane francesi nel Mediterraneo, per la pressione degli eserciti austriaco e spagnolo, delle rivolte dei realisti e per via del blocco navale inglese, avevano perso la loro principale base navale e la flotta che vi si trovava quando le forze inglesi al comando di Lord Hood avevano assediato Tolone su invito della locale fazione realista. I resti della flotta francese si dispersero nel Mediterraneo raggiungendo i neutrali porti italiani, come le fregate Modeste a Genova e Impérieuse a Livorno.
Per eliminare la minaccia di queste fregate isolate, Hood ordinò ad uno squadra al comando del contrammiraglio John Gell di forzare il porto di Genova. La squadra giunse a Genova il 5 ottobre e scoprì la Modeste con altre due piccole navi all'ancora. Sul finire del giorno tre navi della squadra lanciarono le loro scialuppe in mare ed iniziarono ad aggredire le navi all'ancora, nonostante che Genova fosse neutrale. Gli equipaggi francesi resistettero, ma gli inglesi riuscirono a catturare comunque i tre vascelli senza particolari conseguenze e senza alcuna perdita.
Sei giorni dopo la HMS Captain riuscì a catturare l'ormai abbandonata Impérieuse, che si era portata a La Spezia. L'azione ebbe conseguenze strategiche: le fazioni repubblicane in Genova erano forti localmente e per questo riuscirono a impedire ai rinforzi austriaci di imbarcarsi a Genova per dare manforte agli inglesi all'Assedio di Tolone.

## Il Mediterraneo nel 1793
Le Guerre rivoluzionarie francesi, che erano iniziate nel 1792 come conflitto tra la Repubblica Francese e l'Impero austriaco a seguito dello scoppio della Rivoluzione francese, coinvolsero dalla primavera del 1793 un gran numero di altre nazioni europee, tra cui la Spagna e la Gran Bretagna.
Oltre a queste minacce esterne, le tensioni politiche interne alla Francia avevano portato a delle rivolte contro la Repubblica dall'estate del 1793, in particolare nel sud del paese.  Uno dei centri dell'attività dei realisti fu la città di Tolone, la principale base navale e sede della potente Flotta del Mediterraneo francese.
Il 28 agosto, dopo dei combattimenti tra le forze repubblicane e quelle inglesi per il controllo della città, Tolone si arrese a Lord Hood, comandante della flotta inglese del Mediterraneo. Le forze di Hood occuparono la città, catturando la flotta francese nel porto e richiedendo ulteriori rinforzi per un possibile contrattacco repubblicano, ricevendo contingenti da Spagna, Regno di Napoli e Sardegna, portando così all'Assedio di Tolone.
Anche l'Austria promise l'invio di truppe dal nord dell'Italia, ma queste truppe avrebbero potuto raggiungere Tolone solo via mare a causa delle guerre in Francia. Pertanto venne per loro programmato l'imbarco dal porto di Genova, poiché la Repubblica di Genova a quell'epoca si era dichiarata neutrale nel conflitto. 
Ma in Genova covava, come peraltro in molte altre città italiane, grande fermento politico: la Rivoluzione Francese aveva infatti suscitato movimenti rivoluzionari anche in Italia, dove avevano iniziato ad attecchire le idee francesi e anche nel governo genovese vi era un'importante fazione che sosteneva la causa francese. I rifornimenti di cibo venivano regolarmente inviati alle armate repubblicane francesi nella Francia meridionale e le richieste di Francis Drake, ambasciatore inglese a Genova, rimasero invece inascoltate.
Le navi della flotta francese sfuggite alla cattura a Tolone, ora prive di un porto di appoggio, avevano cercato rifugio nei porti vicini e neutrali in Italia, sperando così di salvarsi da attacchi ostili. Due delle navi più grandi erano la fregata Modeste (36 cannoni) e la Impérieuse (40 cannoni), che si trovavano rispettivamente a Genova ed a Livorno, nel Granducato di Toscana. Queste navi costituivano comunque una minaccia per le forze alleate e un impedimento ai movimenti dei rinforzi dai porti italiani, ma malgrado le proteste di Drake e Lord Hervey, ambasciatore in Toscana, i simpatizzanti repubblicani di Genova e di Livorno si rifiutarono di consegnare le navi agli inglesi. Nel luglio di quell'anno la Modeste e la corvetta francese Badine , con un insulto calcolato, impedirono il passaggio della fregata HMS Aigle in un porto neutrale, costringendo così il capitano John Nicholson Inglefield ad un'azione diversiva. Di conseguenza, Hood decise di eliminare le due fregate per impedire ai repubblicani genovesi di fornire il loro aperto supporto ai rivoluzionari francesi.

## Genova

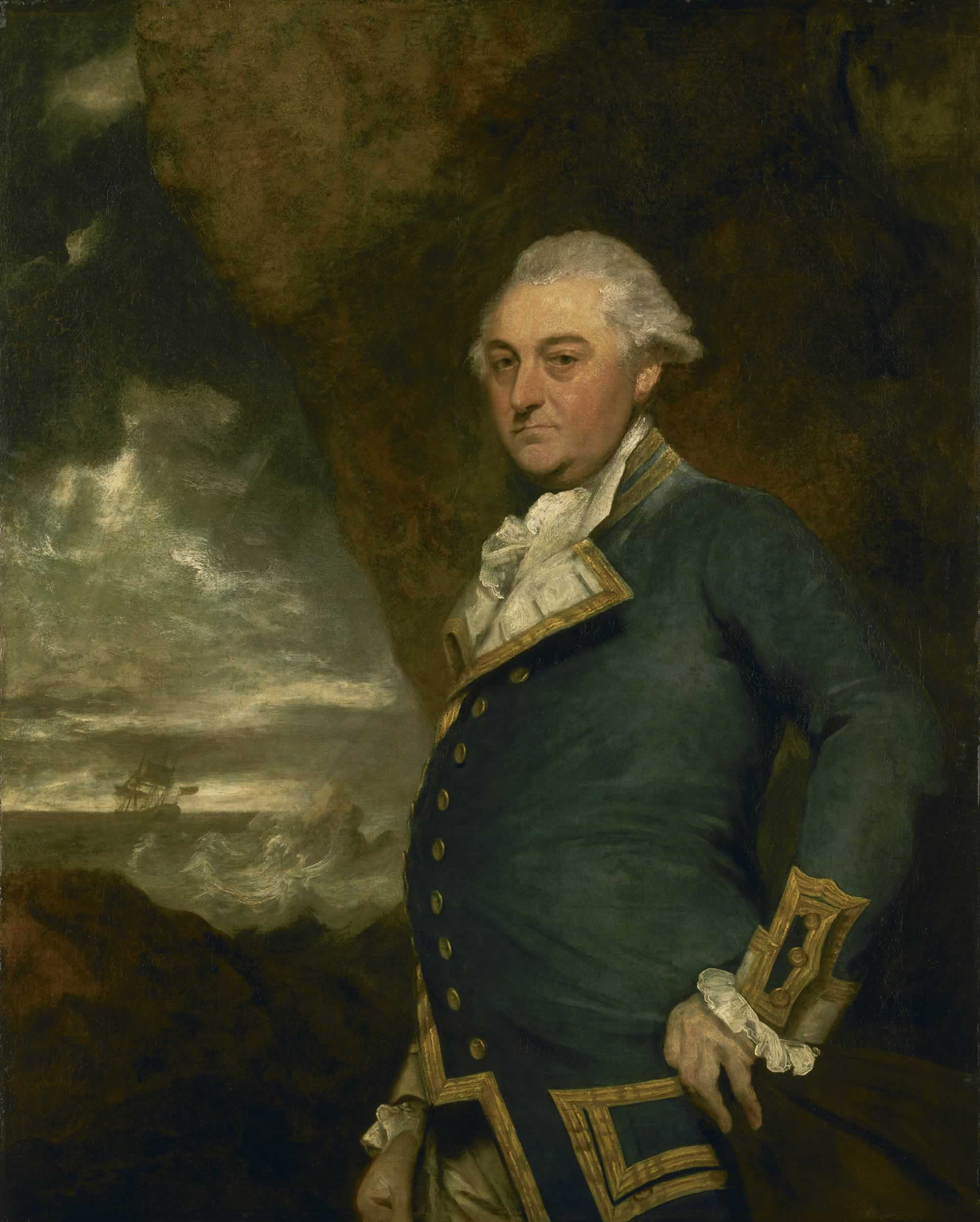
John Gell, ritratto di Joshua Reynolds, 1786, National Maritime Museum

Per potersi confrontare con le fregate francesi, Hood dirottò una potente squadra della sua flotta che era a Tolone. Questa era al comando del contrammiraglio John Gell a bordo della HMS St George (98 cannoni) ed includeva anche la HMS Bedford (74 cannoni) al comando del capitano Robert Mann, e la HMS Captain al comando del capitano Samuel Reeve, come pure la nave Scipion dei realisti francesi. Altre navi, più piccole , accompagnavano il gruppo: la HMS Mermaid, la HMS Tartar, la HMS Alerte, la HMS Eclair, la HMS Vulcan, la HMS Conflagration e la HMS Speedy al comando del comandante Charles Cunningham. Questa forza aveva ricevuto il compito di dirigere verso Genova e di eliminarvi la Modeste. La squadra giunse nel porto il 5 ottobre.
La Modeste era chiaramente visibile nel porto, ancorata al molo tra due tartane. Gli ufficiali più anziani della squadra inglese tennero un breve consiglio per determinare quale fosse l'azione migliore da intraprendere e si decisero a concludere che se la via diplomatica fosse venuta meno ed i genovesi avessero continuato a voler appoggiare i francesi, si sarebbe passati ad una soluzione di tipo militare. Il pomeriggio del 5 ottobre la Bedford si affiancò lentamente alla Modeste nel porto.
L'arrivo degli inglesi venne visto con derisione da parte dei marinai francesi sino a quando non iniziò l'azione militare vera e propria. Mann ordinò quindi ai suoi Royal Marines di aprire il fuoco sui marinai francesi, uccidendone parecchi e gettandone molti altri fuori bordo. Questo attacco spezzò la risoluzione diplomatica della faccenda. Dal momento che la Modeste era stata facilmente presa, le barche della Speedy si avvicinarono alle due tartane. La ciurma di una nave si arrese subito mentre l'altra resistette per qualche tempo. Ad azione completata, la squadra inglese si ritirò dal porto di Genova con le prede catturate. Fonti britanniche riportarono un solo morto e dieci feriti tra i francesi, mentre gli inglesi non ebbero alcuna perdita; secondo i francesi ci furono 30 feriti o, secondo altre fonti, addirittura 50 morti.

### La Spezia
Allarmate dalla notizia dell'azione su Genoa, le autorità di Livorno ordinarono all' Impérieuse di lasciare immediatamente il porto. La fregata salpò e diresse a nord ponendo l'ancora nella baia di Fezzano, nel golfo della Spezia. 
I francesi decisero che se la cattura della nave da parte dei nemici fosse stata inevitabile, la fregata avrebbe dovuto essere distrutta dopo averla spiaggiata per rimuovervi per tempo cannoni ed approvvigionamenti.
Sei giorni dopo la cattura della Modeste, la Captain raggiunse La Spezia, avendo saputo da rapporti segreti che la Impérieuse si trovava in quel golfo. Reeve scoprì la nave francese sotto i cannoni della batteria Santa Maria ed il mattino seguente, 12 ottobre, utilizzò scialuppe della Captain per affiancare l' Impérieuse. Alle otto del mattino le barche scoprirono che l'equipaggio francese nel corso della otte aveva abbandonato la nave ormai disarmata e danneggiata. Gli inglesi furono in grado così di prendere possesso della Impérieuse senza alcuna opposizione. Reeve diede istruzione ai propri carpentieri di rimettere la fregata in condizioni di navigare, proseguendo le riparazioni sino al 13 ottobre quando la nave fece ritorno a Tolone.

## Conseguenze
La Modeste e la Impérieuse erano navi di grande qualità ed entrambe vennero subito incluse nella Royal Navy, la Modeste col medesimo nome e la Impérieuse come HMS Unite, rientrando quindi in servizio.
Le ripercussioni di questa operazioni furono ad ogni modo pesanti. Gell, secondo le istruzioni ricevute da Hood, aveva violato la neutralità genovese in un deliberato tentativo di intimidire la fazione pro-repubblicana della città, ma in fin dei conti le sue azioni si erano limitate a danneggiare propagandisti francesi come Nicolas Ozanne. Il governo genovese interruppe le relazioni diplomatiche con la Gran Bretagna, permettendo solo alle navi francesi di entrare nel porto. Gli inglesi per risposta istituirono un blocco navale impedendo l'imbarco di 5000 soldati austriaci di rinforzo per l'assedio di Tolone. 
Drake e tutti gli abitanti inglesi di Genova vennero espulsi, e Gell diede inizio al blocco navale della città, assediando i mercantili destinati al porto. Tre navi si posizionarono invece a Livorno per osservare i movimenti del governo toscano, tra cui la realista Scipion. Il 26 novembre, la Scipion con a bordo 150 prigionieri presi nel raid di Genova, andò a fuoco e finì per andare distrutta: secondo alcuni l'incidente venne provocato da un barile di brandy incendiatosi a causa di una candela. L'incendio uccise 390 marinai.
Senza i rinforzi austriaci le difese di Tolone vennero ben presto schiacciate dai francesi diretti dal ventiquattrenne capitano d'artiglieria Napoleone Bonaparte. Il 17 dicembre, le truppe francesi riuscirono a riprendere il controllo della città, costringendo alla fuga gli assedianti. Anche se Hood dovette necessariamente darsi alla fuga, alcune navi al comando di Sir Sidney Smith tentarono di distruggere le navi francesi ed il porto stesso con navi incendiarie. Questi sforzi fruttarono ben poco: quindici navi di linea e cinque fregate riuscirono a sopravvivere per formare il nucleo della Flotta del Mediterraneo che dopo poco si presentò nuovamente operativa. Dalla sera del 18 dicembre Tolone poteva dirsi tornata saldamente nelle mani dei repubblicani francesi.